# Resident Evil: Ultratomba
Resident Evil: Ultratomba (títol original en anglès: Resident Evil: Afterlife) és una pel·lícula de ciència-ficció i acció en 3D estrenada el 2010, escrita i dirigida per Paul W.S. Anderson, i protagonitzada per Milla Jovovich, Ali Larter, Kim Coates, Shawn Roberts, Spencer Locke, Boris Kodjoe i Wentworth Miller. És la quarta pel·lícula basada en la franquícia de videojocs de Capcom Resident Evil. Ha estat doblada al català.

## Argument
Al principi es mostra com va arribar el T-virus a la ciutat de Tòquio, una jove infectada parada enmig del carrer ataca un home que se li apropa propagant així la infecció. La història continua quan els clons d'Alice (Milla Jovovich) intenten matar Albert Wesker (Shawn Roberts) a la base al Japó. Tots els clons moren en una explosió mentre Wesker escapa en una aeronau.Wesker li injecta a la Alice (l'original) un sèrum que neutralitza el T-virus del seu sistema, eliminant els seus poders sobrehumans i la converteix en humana de nou. Abans que pugui matar-la, l'avió s'estavella i Alice aconsegueix surti tota sola de la runa de la nau.
Sis mesos després, Alice continua escoltant una emissió d'emergència d'un paradís per als supervivents conegut com a "Arcadia". Després de molts mesos de recerca infructuosa, va cap Arcàdia i al no trobar supervivents en el camí, Alice comença a perdre l'esperança, creient-se l'últim humà supervivent al planeta. Després d'aturar-se en una platja abandonada al Arcadia, Alice troba l'helicòpter on Claire Redfield, K-Mart i els altres van fugir quan es van separar en escapar de Las Vegas. Una embogida Clara, sota la influència d'un dispositiu de la Corporació Umbrella unida, l'ataca. Alice li treu el dispositiu, per considerar que ha danyat la memòria de Claire.
Alice i Claire Redfield viatjant en un avió, entren a les ruïnes de Los Angeles i troben un petit grup de supervivents que viuen en una presó de màxima seguretat, envoltat dels no morts. Elles aterren l'avió al sostre, entre els supervivents es troben Bennett (Kim Coates), Angel Ortiz (Sergio Peris - Mencheta), Luther West (Boris Kodjoe), Crystal (Kacey Barnfield), Wendell (Fulvio Cecere) i Kim Yong (Norman Yeung), els quals els diuen que Arcadia és en realitat un vaixell cisterna de càrrega que viatja al llarg de la costa. Ja que l'avió no pot pujar més de dos, Alice i els supervivents intenten esbrinar un mitjà per arribar a Arcàdia junts. Els supervivents també vigilen el presoner, Chris Redfield (Wentworth Miller), a qui van trobar tancat en una cel·la de màxima seguretat quan van arribar. Ell diu que ell és un soldat que va combatre els brots amb promptitud, però va ser tancat pels reclusos com a part d'una broma cruel quan la missió va fracassar i coneix una forma d'arribar a la costa i, per tant, a Arcàdia, però no ho revelarà llevat que sigui posat en llibertat.
Ells no se'l creuen i el mantenen tancat, fins que els zombies creen un túnel a través de les vies del drenatge i el monstre semblant a Némesis anomenat el botxí trenca l'entrada de la presó, Alice i els supervivents sense més elecció decideixen alliberar Chris Redfield i utilitzar la seva ruta d'escapament. Ell reconeix a Claire Redfield i es presenta com el seu germà, encara que ella no ho recorda. Chris Redfield revela que el seu pla és un vehicle militar blindat. No obstant això en trobar s'assabenten que el vehicle està fora de servei i, per si no n'hi hagués prou, Bennet, pres del pànic, traeix el grup, mata Angel i roba l'avioneta d'Alice per arribar al Arcadia. Chris Redfield, Alice i Crystal neden fins a un magatzem d'armes per aconseguir-les. Tot el grup es retroba al sostre de l'edifici, mentre Bennet escapa, Alice idea un pla: tots han d'anar per un ascensor mentre ella explotarà el sostre i saltarà de l'edifici.
Ja fora de perill, sense més remei decideixen escapar pels túnels dels zombies per arribar a les clavegueres, que desemboca a la costa, Chris Redfield i Luther West van primer. No obstant això, en aquest moment apareix el botxí qui mata a Kim Yong i ataca de manera violenta a Claire Redfield i Alice obligant-les a enfrontar-s'hi, mentre que l'última rep un atac i es desmaia, Claire Redfield ha d'intentar sobreviure. Al final les dues aconsegueixen derrotar-ho, i segueixen a Chris Redfield i Luther West, però aquest va ser atrapat per un zombi abans d'arribar a la costa, matant-lo aparentment; Alice intenta ajudar però Claire Redfield la deté dient-li que ja és molt tard per salvar-lo.
Chris Redfield, Alice i Claire Redfield es dirigeixen a l'Arcàdia, i en trobar-lo veuen l'avió on anteriorment Bennett havia utilitzat. Explorant les profunditats, s'adonen que és una trampa estesa per Umbrella per atraure els supervivents a la nau i així dur a terme experiments amb ells. Claire Redfield llavors recorda com ella i el seu grup van ser emboscats per Umbrella i que ella va ser l'única que va poder escapar als pocs moments de ser fusionada amb el dispositiu en el seu pit. El trio llavors alliberen els supervivents, entre ells a K-Mart.
Alice es troba amb Albert Wesker, qui li explica que ha estat infectat pel T - Virus, atorgant-li habilitats sobrehumanes, però li resulta difícil de controlar. També li explica que en assimilar-la, per la seva invulnerabilitat al T -Virus, seria capaç d'obtenir-ne el domini ple. Alice, juntament amb els germans Redfield, s'enfronten a Albert Wesker i el derroten gràcies a la intervenció d'una corda K - MART. Després d'alliberar a tots els supervivents, s'adonen que l'Albert Wesker s'ha regenerat i està escapant en un helicòpter i activa la bomba per matar a tots a bord d'Arcàdia.
Tanmateix, s'adona que Alice va amagar la bomba a bord de l'helicòpter i es destrueix, però darrere del flaix de l'explosió, es pot veure que Wesker va saltar en paracaigudes de l'helicòpter abans que aquest esclatés. Luther, qui treu el cap per un túnel de la presó perseguit per zombies, que després els mata, veu la llum del dia, però milers d'helicòpters d'Umbrella es dirigeixen a l'Arcàdia alhora que, des d'aquest, Alice decideix tornar a enviar el missatge de salvació per als supervivents que hi hagués al món. Claire, Chris, K - mart i Alice miren perplexos, mentre es descobreix que una flota d'helicòpters s'acosten a "Arcadia ".
En la presentació de l'elenc durant els crèdits, es revela l'última escena de la pel·lícula; protagonitzada per Jill Valentine (Sienna Guillory). S'observa a Jill portant en el seu pit el dispositiu P30 que li controla mentre dona ordres d'assassinar als supervivents i destruir els objectius principals d'Umbrella: Chris, Clara i Alice

## Personatges
- Alice Abernathy:és la protagonista principal que prèviament va ser perseguida i capturada per la Corporació Umbrella per fer experiments amb ella, necessària per crear el antidoto del virus T.[5]
- Claire Redfield: La germana menor de Chris. Ella liderava el comboi que Alice va trobar a Las Vegas, Nevada. Mesos després d'escapar amb els supervivents restants, ella és trobada misteriosament sola, amb amnèsia i un estrany dispositiu d'Umbrella.
- Chris Redfield: basat en el personatge del videojoc, va aparèixer com a protagonista amb la seva companya Jill Valentine en el primer lliurament dels jocs de Resident Evil. Així mateix és protagonista de Resident Evil 5 acompanyat de Sheva Alomar, on s'enfronten contra Albert Wesker en una batalla per salvar el món de la propagació del virus Uroboros, així com de les Plagues. També va aparèixer en Resident Evil Code: Veronica acompanyant Clara, on d'igual forma s'enfronta amb Albert Wesker. És el germà de Clara, qui va formar part de Resident Evil: Code Veronica i en Resident Evil 5 és el protagonista principal de la sèrie de videojocs. A la pel·lícula es troba tancat en una cel·la d'alta seguretat, com a part d'una broma dels convictes quan l'expansió del virus a l'inici.[5]
- K-Mart:és una noia trobada per Clara en un supermercat, d'aquí el seu nom. Ella és portada a l'Arcàdia juntament amb els altres supervivents del comboi.[5]
- Albert Wesker: és un prominent dolent en els videojocs, com a segon al comandament en la direcció de la companyia Umbrella, que serveix com a tapadora a Tricell (qui s'esmenta en Resident Evil 5). Albert, sent un nen orfe, és adoptat pel president de l'empresa farmacèutica Umbrella, Ozwell E. Spencer, qui li inocula el virus Progenitor per veure l'adaptació al cos humà a través d'ADN. A la pel·lícula, serà el president de la Corporació Umbrella. Les seves oficines es troben a Tòquio (Japó), des d'on manté reunions amb membres del comitè mitjançant tecnologia hologràfica. Poc després es refugia en l'Arcàdia i segueix els seus experiments en aquest lloc.[5]
- Luther West: En els bons temps jugava bàsquet professional, ara lidera el grup de supervivents que s'amaga des de fa anys a la ciutat de Los Angeles.[5]
- Bennett: Un exproductor de cinema que ara s'amaga a la presó juntament amb els altres supervivents. És assassinat per Wesker.[5]
- Crystal: Una noia que va arribar a Hollywood amb l'esperança de ser actriu, però acabo sent una cambrera. Ara es refugia a la presó. Mor en ser arrossegada a l'aigua per un Majini.[5]
- Kim Yong: És una de les persones que s'amaga des de fa anys en una presó de Los Angeles, acaba finalment mort.[5]
- Ángel Ortiz: És assassinat a base d'un tret per Bennett.[5]
- Mika Nakashima:És la primera persona infectada que comença la història.[5]

## Música
La banda sonora de la pel·lícula.
| Núm. | Títol                 | Artista    | Durada |
| ---- | --------------------- | ---------- | ------ |
| 1.   | «Tokyo»               | Tomandandy | 4:32   |
| 2.   | «Umbrella»            | Tomandandy | 1:20   |
| 3.   | «Damage»              | Tomandandy | 1:02   |
| 4.   | «Cutting»             | Tomandandy | 1:12   |
| 5.   | «Twins»               | Tomandandy | 1:47   |
| 6.   | «Exit»                | Tomandandy | 0:47   |
| 7.   | «Far»                 | Tomandandy | 1:07   |
| 8.   | «Flying»              | Tomandandy | 1:58   |
| 9.   | «Memory»              | Tomandandy | 3:17   |
| 10.  | «Los Angeles»         | Tomandandy | 2:09   |
| 11.  | «Binoculars»          | Tomandandy | 2:53   |
| 12.  | «Prison»              | Tomandandy | 1:58   |
| 13.  | «Discovery»           | Tomandandy | 1:10   |
| 14.  | «Hatchet»             | Tomandandy | 1:23   |
| 15.  | «AxeMan»              | Tomandandy | 3:07   |
| 16.  | «Arcadia»             | Tomandandy | 4:21   |
| 17.  | «Up»                  | Tomandandy | 1:39   |
| 18.  | «Party»               | Tomandandy | 0:53   |
| 19.  | «Promise»             | Tomandandy | 2:12   |
| 20.  | «Resident Evil Suite» | Tomandandy | 4:32   |

## Repartiment
| Intèrpret             | Personatge                                                              | Veu en català     |
| --------------------- | ----------------------------------------------------------------------- | ----------------- |
| Milla Jovovich        | Alice Abernathy                                                         | Alba Solà         |
| Ali Larter            | Claire Redfield                                                         | Alicia Laorden    |
| Wentworth Miller      | Chris Redfield                                                          | Carles di Blasi   |
| Shawn Roberts         | Albert Wesker                                                           | José Posada       |
| Spencer Locke         | K-Mart                                                                  | desconeguda       |
| Boris Kodjoe          | Luther West                                                             | Oriol Rafel       |
| Kim Coates            | Bennett Sinclair                                                        | Jordi Royo        |
| Kacey Barnfield       | Crystal Waters                                                          | Esther Solans     |
| Norman Yeung          | Kim Yong                                                                | desconeguda       |
| Sergio Peris-Mencheta | Ángel Ortiz                                                             | Hernan Fernández  |
| Ray Olubowale         | Monstre (similar a Némesis, que apareix en el videojoc Resident Evil 5) | desconeguda       |
| Mika Nakashima        | Primera persona infectada del principi de la història                   | desconeguda       |
| Sienna Guillory       | Jill Valentine                                                          | Geni Rey          |
| Peter Kosaka          | Oficial d'Umbrella                                                      | Xavier de Llorens |